# Europäische Sardelle

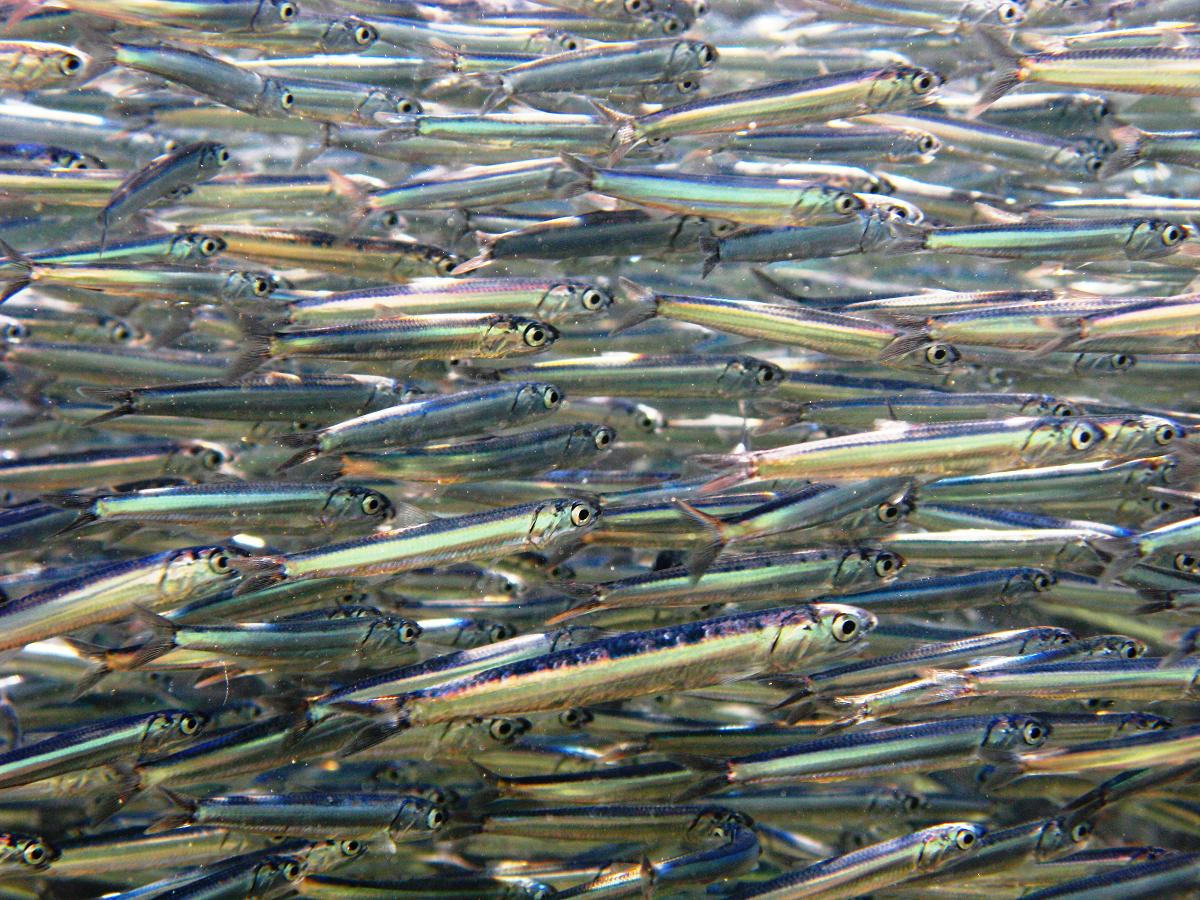
Ein Schwarm Europäischer Sardellen

Die Europäische Sardelle (Engraulis encrasicolus) ist ein kleiner Fisch aus der Ordnung der Heringsartigen. Sie kommt im östlichen Atlantik von Schottland bis Angola, einschließlich der Nordsee, Skagerrak und Kattegat, im Mittelmeer sowie im Schwarzen Meer vor. Es wurden auch Vorkommen bei St. Helena und Estland sowie im Indischen Ozean bei Mauritius, den Seychellen und in der Auftriebszone vor der Küste Somalias gemeldet. Ebenso wurden versprengte Exemplare im Suezkanal und im Golf von Suez gefunden. Der Fisch kann eine große Bandbreite an Salzgehalten von 0,5 bis 4,1 Prozent vertragen.
Gattungs- und Artnamen stammen aus dem Altgriechischen: altgriechisch ἐγγραυλίς engraulís und encrasicolus (latinisiert aus ἐγκρασίχολος enkrasícholos, von Linné anfangs irrtümlich falsch geschrieben) sind beides Namen für die Sardelle, letzteres bedeutet etwa ‚mit Galle vermischt‘, mit Bezug auf den scharfen Geschmack.

## Merkmale
Europäische Sardellen sind schlank und langgestreckt. Sie können bis 20 Zentimeter lang werden, erreichen aber nur selten eine Länge von über 16 Zentimeter. Im südlichen Teil des Verbreitungsgebietes bleiben sie kleiner. Die Population im Asowschen Meer wird nur zehn Zentimeter lang. Die Schwanzflosse ist deutlich gekerbt.
Flossenformel: Dorsale 16–18, Anale 13–15

## Lebensweise
Die Europäische Sardelle bildet große Schwärme, die sich vorwiegend in geringen Wassertiefen aufhalten und das Wasser nach Zooplankton, hauptsächlich Copepoden, und Phytoplankton durchseihen. Bei hoher Planktondichte sperren sie ihr großes Maul weit auf und fahren so mit ihrer aufgespannten Kiemenreuse durchs Wasser. Ansonsten schnappen sie die Plankter einzeln auf.
Im Sommer wandern die Schwärme nach Norden und kehren im Winter in südlichere Gewässer zurück. In der Nordsee und im Ärmelkanal ist die Laichzeit von Juni bis August, im Mittelmeer von April bis September. Zum Laichen werden oft Lagunen und Flussmündungen aufgesucht. Die Weibchen legen 13.000 bis 20.000 ovale Eier, die in den oberen 50 Metern der Wassersäule treiben. Nach 24 bis 65 Stunden schlüpfen die Fischlarven.

## Wirtschaftliche Bedeutung
Die Europäische Sardelle ist von großer Bedeutung für die Fischerei. Sie werden mit Ringwaden, Schleppnetzen und Laternenfischerei gefangen. Das Fleisch der kleinen, fetten Fische schmeckt bitter und wird deshalb meist eingesalzen und als pikant-würzige Kochzutat (Anchovis) angeboten. Durch das Einsalzen werden die Speisefische nicht nur konserviert, es setzt auch eine Fermentation ein, die sie „gart“. Dabei verbessern sich Qualität und Geschmack während der Lagerzeit von oft mehr als zwei Jahren. Gehandelt werden eingelegte Sardellen vor allem als Filets in grobem Salz oder in Pflanzenöl. Ihr Geschmack wird milder, nachdem sie einige Zeit in Milch oder lauwarmem Wasser eingelegt wurden. Püriert und mit Öl und Gewürzen vermischt werden sie als Sardellenpaste in Tuben angeboten.
Der starke Geschmack, den Menschen grundsätzlich mit Sardellen verbinden, ist auf den Gärungsprozess zurückzuführen. Frische Sardellen aus dem Mittelmeer werden in Öl eingelegt, im Ganzen gebacken oder gegrillt und haben einen viel milderen Geschmack. In Italien sind Sardellen als Alici bekannt. Besonders beliebt sind die Sardellen aus Barcola (im lokalen Dialekt: "Sardoni barcolani"). Diese hellfleischigen Fische, die nur bei Scirocco im Golf von Triest zu finden sind, erzielen die höchsten Preise.